# Dick’s Picks Volume 17
Dick’s Picks Volume 17 ist ein Live-Dreifachalbum der Band Grateful Dead.

## Geschichte
Die Songs des Albums wurden am 25. September 1991 im Boston Garden, Boston, Massachusetts, aufgenommen und im April 2000 unter dem eigenen Label Grateful Dead Records veröffentlicht. Neben den Aufnahmen von diesem Abend enthält das Album zwei Songs vom 31. März 1991 von einer Show im Greensboro Coliseum in Greensboro, North Carolina.
Die Deads traten im Laufe ihrer Karriere 24-mal im Boston Garden und siebenmal im Greensboro Coliseum auf. Davon traten sie 1991 sechsmal direkt hintereinander im Boston Garden und zweimal hintereinander im Greensboro Coliseum auf. Als Produzent fungierte der Tontechniker Dan Healy, der im Laufe seiner Zeit bei den Deads mehrere Alben produzierte und koproduzierte. Der Auftritt am 25. September fand im Rahmen der Rex Foundation statt, die von den Mitgliedern der Deads ins Leben gerufen wurde.
Das letzte Studioalbum vor dem Konzert und überhaupt war das oft kritisierte Album Built to Last, von dem kein Song ins Standardliverepertoire übernommen wurde. An diesem Abend wurde jedoch der Song „Victim or the Crime“ in die Setlist übernommen. Wie aus dem vorherigen Livealbum Without a Net wurde der Klassiker „Walkin' Blues“ zudem der Song „Eyes of the World“ und das Medley „Help on the Way/Slipknot!/Franklin's Tower“ verwendet. Ansonsten stammen die Songs von verschiedenen CDs und Songwritern.
Der Name Dick's Pick stammt vom offiziellen Aufnahmearchivist der Band Dick Latvala, der die Serie startete und die Songs dazu bis zu seinem Tod 1999 auswählte. Danach übernahm David Lemieux das Archiv. Als Erinnerung ist der Schriftzug „Latvala“ stets auf dem Cover oder dem Inlay eines Albums aus der Serie versteckt.

Wie die bisherigen Alben der Dick's Pick-Serie ist auch dieses mit einer Caveat-emptor-Warnung versehen:

„This release was digitally mastered from the original 2 track digital audio tapes, and was not recorded with the intent of producing a commercial release. It may, therefore, contain some minor anomalies, although we have aimed to make it just exactly perfect.“

## Kritik
Im Allgemeinen wurde Dick’s Picks Volume 17 durchschnittlich bewertet. Von All Music Guide erhielt das Album 3 und von The Music Box 3,5 von 5 Sternen.

## Trackliste

### CD 1
1. „Help on the Way“ (Garcia, Hunter) – 4:15
2. „Slipknot!“ (Garcia, Keith Godchaux, Kreutzmann, Lesh, Weir) – 5:30
3. „Franklin's Tower“ (Garcia, Hunter, Kreutzmann) – 10:41
4. „Walkin' Blues“ (Johnson) – 6:30
5. „It Must Have Been the Roses“ (Hunter) – 5:45
6. „Dire Wolf“ (Garcia, Hunter) – 3:59
7. „Queen Jane Approximately“ (Dylan) – 7:16
8. „Tennessee Jed“ (Garcia, Hunter) – 7:50
9. „The Music Never Stopped“ (Barlow, Weir) – 8:18

### CD 2
1. „Victim or the Crime“ (Graham, Weir) – 8:24
2. „Crazy Fingers“ (Garcia, Hunter) – 9:38
3. „Playing in the Band“ (Hart, Hunter, Weir) – 9:22
4. „Terrapin Station“ (Garcia, Hunter) – 12:47
5. „Boston Clam Jam“ (Grateful Dead) – 5:37
6. „Drums“ (Hart, Kreutzmann) – 11:04
7. „Space“ (Grateful Dead) – 8:15

### CD 3
1. „That Would Be Something“ (McCartney) – 3:51
2. „Playing in the Band“ (Hart, Hunter, Weir) – 5:23
3. „China Doll“ (Garcia, Hunter) – 5:46
4. „Throwing Stones“ (Barlow, Weir) – 8:59
5. „Not Fade Away“ (Holly, Petty) – 9:01
6. „The Mighty Quinn (Quinn the Eskimo)“ (Dylan) – 4:43
7. „Samson and Delilah“ (Traditional) – 7:47
8. „Eyes of the World“ (Garcia, Hunter) – 23:30
  - Die letzten beiden Songs stammen vom 31. März 1991 aus dem Greensboro Coliseum.